# Girmawit Gebrzihair
Girmawit Gebrzihair (21 novembre 2001) è una mezzofondista etiope.

## Biografia
Nel 2018 ha vinto una medaglia di bronzo ai Mondiali juniores nei 5000 m. L'anno seguente si è invece piazzata in quinta posizione nella gara juniores dei Mondiali di corsa campestre, vincendo nell'occasione anche la medaglia d'oro a squadre.
Nel 2022 vincendo la mezza maratona di Ras al-Khaima con un tempo di 1h04'14" ha stabilito il quarto miglior tempo di sempre su tale distanza.

## Palmarès
| Anno | Manifestazione    | Sede     | Evento         | Risultato | Prestazione | Note                          |
| ---- | ----------------- | -------- | -------------- | --------- | ----------- | ----------------------------- |
| 2018 | Mondiali juniores | Tampere  | 5000 m piani   | Bronzo    | 15'34"01    | Miglior prestazione personale |
| 2019 | Mondiali di cross | Aarhus   | Corsa juniores | 5ª        | 20'53"      |                               |
| 2019 | Mondiali di cross | Aarhus   | A squadre      | Oro       | 17 p.       |                               |
| 2024 | Mondiali di cross | Belgrado | Corsa seniores | 21ª       | 33'22"      |                               |
| 2024 | Mondiali di cross | Belgrado | A squadre      | Argento   | 41 p.       |                               |

## Campionati nazionali
2018
- Argento ai campionati etiopi under-20, 3000 m piani - 9'28"44

2019
- 7ª ai campionati etiopi, 10000 m piani - 32'22"5

2022
- Oro ai campionati etiopi, 10000 m piani - 31'21"5

## Altre competizioni internazionali
2022
- Oro alla Mezza maratona di Ras al-Khaima ( Ras al-Khaima) - 1h04'14"
- 6ª agli FBK Games ( Hengelo), 10000 m piani - 30'47"72
- 5ª al Doha Diamond League ( Doha), 3000 m piani - 8'41"88

2023
- 14ª ai London Anniversary Games ( Londra), 5000 m piani - 14'54"01
- Bronzo alla Mezza maratona di Lisbona ( Lisbona) - 1h06'28"

2025
- Argento alla 10K Valencia Ibercaja ( Valencia) - 29'34"